# Канаканаву
Канаканаву (кит.: 卡那卡那富族; Wade–Giles: Kanakanavu) — корінний народ центрального південного Тайваню. Тубільці живуть у двох селах Манга і Такануа в районі Намасія міста Гаосюн, Тайвань.

## Історія
Носіями мови канаканаву були тайванські тубільці, які проживали на островах. Після голландського колоніального періоду в XVII столітті над населенням островів почала домінувати ханська імміграція. Село Такануа — це село, зібране японськими правителями для переселення різних груп тубільців з метою легшого встановлення панування над ними.
26 червня 2014 року уряд визнав канаканаву 16-ю групою корінних народів Тайваню.

### Засоби до існування
Японська окупація залишила докази того, як функціонувала культура. Вирубка лісів дозволила сільському господарству стати головною сферою життя суспільства, а потім полювання та рибальство. Кукурудза, рис, просо, таро, солодка картопля, квасоля та соя були основними культурами спільноти.

### Духовність
Канаканаву сповідували політеїстичну природну релігію, що включала підношення, ритуали родючості та шаманізм. Полювання на голови було звичайною практикою, поки не прийшла християнізація.